# کتسالکوآتل ۱۹۱۵

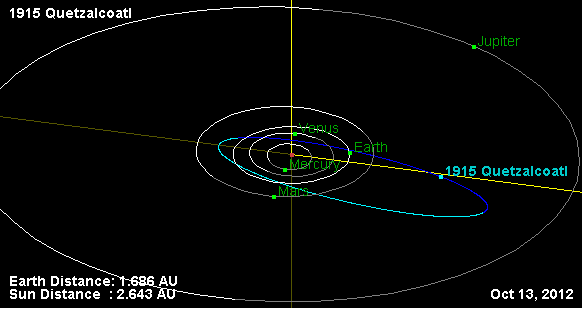
نمایی از محل قرارگیری سیارک کتسالکوآتل ۱۹۱۵ در مدار – ۲۰۱۲

سیارک ۱۹۱۵ (به انگلیسی: 1915 Quetzalcoatl، نامگذاری:1953EA) هزار و نهصد و پانزدهمین سیارک کشف شده‌است که در ۹ مارس ۱۹۵۳ کشف شد.
قدر مطلق سیارک برابر ۱۸٫۹۷ است.